# Woezel en Pip

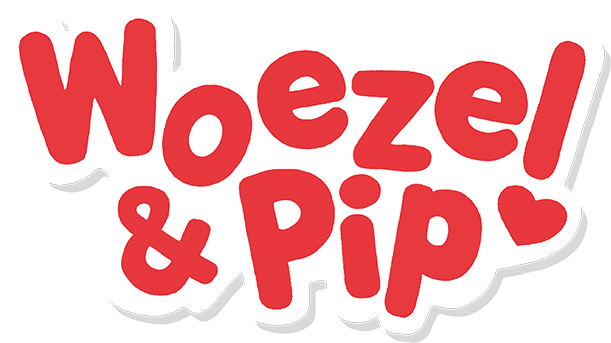
Logo Woezel en Pip

Woezel en Pip is een kinderboekenserie met voorleesverhaaltjes, gecreëerd door Guusje Woesthoff-Nederhorst. Woezel en Pip zijn de namen van twee hondjes die goede vriendjes van elkaar zijn. De illustraties zijn van Louise Geesink en Wil Raymakers.

## Geschiedenis
De boekjes van Woezel en Pip zijn een groot succes binnen het kinderboekensegment, maar de auteur, Guusje Nederhorst, heeft zelf het succes niet meer meegemaakt. Zij overleed in 2004 aan borstkanker. In 2007 richtte haar echtgenoot Dinand Woesthoff een stichting op, de Guusje Nederhorst Foundation, die een blijvende herinnering moet zijn aan de geestelijke moeder van Woezel en Pip. Een gedeelte van de opbrengst van alle 'Woezel en Pip'-boekjes en -artikelen gaat naar deze stichting om te worden gebruikt voor kinderen die op wat voor manier dan ook hulpbehoevend zijn.
Alle Woezel en Pip-boekjes bevatten vier tekenverhalen en vier langere voorleesverhalen. Daarnaast bevat elk boekje een cd met muziek of voorleesverhalen.

## Delen
Van Woezel en Pip waren anno 2021 zes boekjes uitgebracht:
1. Woezel en Pip: In de Tovertuin (2005)
2. Woezel en Pip: Beste Vriendjes (2006)
3. Woezel en Pip: Op Vakantie! (2007)
4. Woezel en Pip: Hier is de Tovertuin! (2008)
5. Woezel en Pip: Zomaar een dag... (2009)
6. Woezel en Pip: Alles is fijn! (2012)

### Woezel en Pip: In de Tovertuin
In maart 2005 verscheen het eerste boekje, Woezel en Pip: In de Tovertuin, geschreven door Guusje Woesthoff-Nederhorst. De boekjes zijn bedoeld voor kinderen van 0 tot 5 jaar. Dit eerste boekje bevat een meezing-cd met daarop kinderliedjes, ingezongen door Guusje Nederhorst. Van dit deel waren anno 2008 meer dan 135.000 exemplaren verkocht. In 2009 werd tevens een theatershow van dit boekje ontwikkeld.

### Woezel en Pip: Beste Vriendjes
In november 2006 kwam het tweede boekje over de twee hondjes uit: Woezel en Pip: Beste Vriendjes. Dit boekje bevat een cd waarop de verhaaltjes worden voorgelezen door Babette van Veen.

### Woezel en Pip: Op Vakantie!
In september 2007 verscheen het derde boekje: Woezel en Pip: Op Vakantie!. Dit deel bevat wederom een muziek cd met nieuwe liedjes gezongen door: Edwin Rutten, Wendy van Dijk, Babette van Veen, Herman van Veen, Chantal Janzen, Rob de Nijs, Willeke Alberti, Katja Schuurman, Marco Borsato, Dinand Woesthoff, Guusje Nederhorst en De Woezels.
Alle rechten en activiteiten ten aanzien van Woezel en Pip zijn in 2007 ondergebracht in het bedrijf Dromenjager, opgericht door Dinand Woesthoff (onder andere Kane) en Raymond Rijnaars & Edwin Jansen van At Productions.

## Animatieserie
Vanaf 2010 waren Woezel en Pip te zien als animatieserie bij de KRO. Een aantal afleveringen is ook beschikbaar op dvd. In 2016 kwam de eerste langspeelfilm van de serie uit onder de naam Woezel en Pip: Op zoek naar de Sloddervos!.

### Rolverdeling
| Karakter        | Stemacteur            |
| --------------- | --------------------- |
| Woezel          | Sander van der Poel   |
| Pip             | Kim-Lian van der Meij |
| Vertelster      | Babette van Veen      |
| Tante Perenboom | Willeke Alberti       |
| Zonnetje        | Bettina Holwerda      |
| De Wijze Varen  | Edwin Rutten          |
| Buurpoes        | Zala de Casparis      |
| Charlie         |                       |